# Symbiosom
Symbiosom – wewnątrzkomórkowa struktura podobna do organellum występująca w komórkach roślin i zwierząt. Wewnątrz struktury znajduje się organizm symbiotyczny.
U roślin symbiosomy występują w brodawkach korzeniowych, gdzie składają się z bakterii brodawkowej w formie bakteroidu przestrzeni peribakteroidalnej i błony peribakteroidalnej. Błona peribakteroidalna ma pochodzenie roślinne. Bakterie żyjące w symbiosomach brodawek korzeniowych zapewniają roślinie możliwość wykorzystania azotu atmosferycznego, który jest przez nie zamieniany na formę przyswajalną dla roślin.
U zwierząt sybiosomy występują w komórkach parzydełkowców i zawierają jednokomórkowe bruzdnice. Komórka glonu otoczona jest systemem błon. Nie jest jasne, czy wszystkie z nich pochodzą od komórki gospodarza, czy częściowo są to błony pochodzące od symbionta.